# Uno Bernhard Steinholtz
Uno Bernhard Steinholtz (i riksdagen kallad Steinholtz i Västervik), född 29 december 1872 i Söderhamns församling, Gävleborgs län, död 2 december 1953 i Bromma församling, Stockholm.
Han var en vice konsul, disponent och politiker. Ledamot av riksdagens första kammare 1919-1920. Han tillhörde Första kammarens nationella parti.